# پدرو لوئیس لاسو
پدرو لوئیس لاسو (انگلیسی: Pedro Luis Lazo؛ زادهٔ ۱۵ آوریل ۱۹۷۳) بازیکن بیسبال اهل کوبا بود.